# Agata della Pietà
Agata della Pietà (fl. ca. 1800) fue una compositora, cantante y profesora de música italiana.

## Biografía
Fue una niña expósita admitida el Ospedale della Pietà. Recibió una completa formación musical desde la infancia temprana en el coro, o escuela de música, ligado al convento. Más tarde se llegó a ser soprano solista, profesora de canto y administradora de la escuela. Es conocida por haber sido la solista en los motetes encargados por Giovanni Porta y Andrea Bernasconi, en cuyos manuscritos aparece mencionado por su nombre. También se la menciona en un verso anónimo tributo a los músicos del coro de la Pietá datado alrededor de 1740.
Junto con Anna Maria, Michielina y Santa della Pietà, Ágata fue una de las niñas expósitas residentes en el Ospedale que llegaron a ser compositoras. No se sabe nada más sobre su actividad en años posteriores ni su muerte.

## Obra
Sólo se conservan dos motetes de Ágata, un Novo aprili en Fa mayor (dedicado a "Louisa della Sga Agnatta") y un arreglo, también en Fa mayor, del Salmo 134 para completas; aunque de este último sólo ha llegado a nuestros el bajo continuo. Además, produjo un texto pedagógico, Regali per Gregoria, para una de sus alumnas, una contralto solista llamada Gregoria cuya actividad se prolongó de 1746 a 1777.